# تأمين الوفاء
تأمين الوفاء أو وفا للتأمين هي شركة مغربية للتأمين وهي جزء من مجموعة التجاري وفا بنك. ومنذ عام 2008، أصبحت هذه الشركة رائدة في قطاع التأمين في المغرب ومنذ عام 2014 أصبحت الرقم الأول في التأمين في العالم العربي
منذ نوفمبر 2016، حصل المساهمين في التجاري وفا بنك على حصص متساوية من وفا للتأمين.

## التاريخ
تأسست الشركة في عام 1972. ومن ذلك الوقت حتى الآن مرة التأمين من عدة مراحل تطورية:
- 1973 - 1980: تطوير «مشروع المحافظة» نحو المخاطر الصناعية.
- 1981 - 1988: تمديد نشاط التأمين على الحياة، وتأمين على الإصابة الشخصية، والمرض، والعجز.
- 1989: تغير «نظام الحسابات القومية» الذي تم تغيير اسمه إلى «ضمان الوفاء». والهدف من ذلك هو إدراج اندماجها في مجموعة وفابنك.
- 1995: تطور هيكلية تطوير الأموال الخاصة، وتنويع شبكته، وتوسيع نطاق منتجاته. وتشمل هذه التطورات عدة عمليات أعيد تصميمها داخليا.
- 1998: الاكتتاب العام. حيث أنه لا يفتح ضمان الوفاء رأس ماله في السوق للناس عامة فحسب، وإنما أيضا لموظفيه وشركائه.
- 2003: بعد اندماج بنك بسمان ومجموعة وفابنك، أصبحت شركة الوفاء للتأمين شركة التأمين لمجموعة التجاري وفا بنك.
- 2006: تغيير في الهوية المرئية للشركة لواحدة جديدة.
- 2007: وفا للتأمين تحتل المرتبة الثانية في قطاع التأمين في المغرب.
- 2011: وفا للتأمين تطلق شركة «وفا إيما أسيستانس» للمساعدة في شراكة مع مجموعة «إنتر موتشيلس أسيستانس».

## العروض والمنتجات
تقدم وفاء للتأمين منتجاتها للأفراد والشركات من خلال:

### العروض الخاصة

#### مدخرات
(التقاعد، والمدخرات، والتعليم، خطة الادخار في التعليم)

#### العائلة
(الصحة، التأمين ضد الحوادث، التأمين على السفر)

#### السيارة
(وفا أوتو، وفا دريف، فام أوتو، ماي وفا)

#### الممتلكات
(وفا منزل، بناء متعدد المخاطر، والحرف الترفيهية متعددة المخاطر)

### العروض المهنية

#### منع وفا
(وفا الوقاية، والوقاية الجوائز)

#### تراث
(ضرر الممتلكات، متعددة المخاطر، المسؤولية المدنية والسيارات)

#### السلامة
(الصحة، والاستشفاء، والتقاعد)

## الفروع الدولية
تعمل وفا للتأمين بشكل رئيسي في القارة الأفريقية وهذا في كل من:

### ساحل العاج
في فبراير 2016، تتلقى وفا للتأمين الموافقات من أجل أن تكون قادرة على العمل في ساحل العاج. وفي نوفمبر من نفس العام، أطلقت شركة وفا للتأمين رسميا شركتين تابعتا: لتأمين الوفاء في كوت ديفوار، ومن هذا المنظور، تعتزم شركة التأمين الاعتماد على شبكة الشركة الإيفوارية للبنوك (SIB).

### الكاميرون
في 8 يوليو 2015، حصلت شركة الوفاء للتأمين على الموافقة على شركتها التابعة «وفا تأمين الكامرون» في الكاميرون.

### السنغال
شركة وفا هي إحدى الشركات التابعة للتأمين على الحياة في وفا للتأمين.

### تونس
ويوجد في تونس منذ عام 2012 تأمين الوفاء.

## وصلات خارجية
- الموقع الرسمي